# Volta ao País Basco de 2000
A XL Volta ao País Basco, disputada entre 3 e 7 de abril de 2000, estava dividida em 5 etapas para um total de 841 km. O alemão Andreas Klöden impôs-se na classificação geral.

## Etapas
| Etapa          | Data       | Percurso                                | km    | Vencedor da Etapa | Líder da geral |
| -------------- | ---------- | --------------------------------------- | ----- | ----------------- | -------------- |
| 1.ª            | 3 de abril | Oñate > Oñate                           | 130   | Massimo Codol     | Massimo Codol  |
| 2.ª            | 4 de abril | Oñate > Trapagaran                      | 190   | Danilo Di Luca    | Danilo Di Luca |
| 3.ª            | 5 de abril | Trapagaran > Vitoria-Gasteiz            | 190   | Stefano Zanini    | Danilo Di Luca |
| 4.ª            | 6 de abril | Vitoria-Gasteiz > Santesteban           | 199   | Laurent Jalabert  | Danilo Di Luca |
| 5.ª-1.ª sector | 7 de abril | Santesteban > Azcoitia                  | 105   | Gabriele Colombo  | Danilo Di Luca |
| 5.ª-2.ª sector | 7 de abril | Azcoitia > Madaritza (Cron.individuale) | 8,5   | Andreas Klöden    | Andreas Klöden |
| Totale         | Totale     | Totale                                  | 822,5 |                   |                |

## Classificação geral
| Posição | Ciclista              | Equipa            | Tempo       |
| ------- | --------------------- | ----------------- | ----------- |
|         | Andreas Klöden        | Deutsche Telekom  | 21h 53' 24" |
| 2       | Danilo Di Luca        | Cantina Tollo     | a 5"        |
| 3       | Laurent Jalabert      | ONZE              | a 31"       |
| 4       | Bingen Fernández      | Euskaltel-Euskadi | a 33"       |
| 5       | Davide Rebellin       | Liquigas          | a 37"       |
| 6       | Aitor Osa             | Banesto           | a 37"       |
| 7       | Juan Carlos Domínguez | Vitalicio Seguros | a 39"       |
| 8       | Aitor Garmendia       | Banesto           | a 45"       |
| 9       | Michael Boogerd       | Rabobank          | a 45"       |
| 10      | Txema Del Olmo        | Euskaltel-Euskadi | a 59"       |